# Italiaans neorealisme
Het Italiaans neorealisme is een filmstroming die begon in 1943 met Ossessione en eindigde in 1952 met Umberto D..
De stroming wordt gekenmerkt door verhalen die zich afspelen onder de arme, werkende klasse, gefilmd in lange shots, op locatie. Vaak worden niet-professionele acteurs gebruikt voor bijrollen en soms voor hoofdrollen. In de film Ladri di biciclette (1948) speelt bijvoorbeeld niet één professionele acteur.

## Bekende neorealistische films
- Ossessione (Luchino Visconti, 1943)
- Roma, città aperta (Roberto Rossellini, 1945)
- Sciuscià (Vittorio De Sica, 1946)
- Paisà (Roberto Rossellini, 1946)
- Germania anno zero (Roberto Rossellini, 1948)
- Ladri di biciclette (Vittorio De Sica, 1948)
- La terra trema (Luchino Visconti, 1948)
- Riso amaro (Giuseppe de Santis, 1949)
- Stromboli (Roberto Rossellini, 1950)
- Umberto D. (Vittorio De Sica, 1952)